# Statek do przewozu ładunków wielkogabarytowych

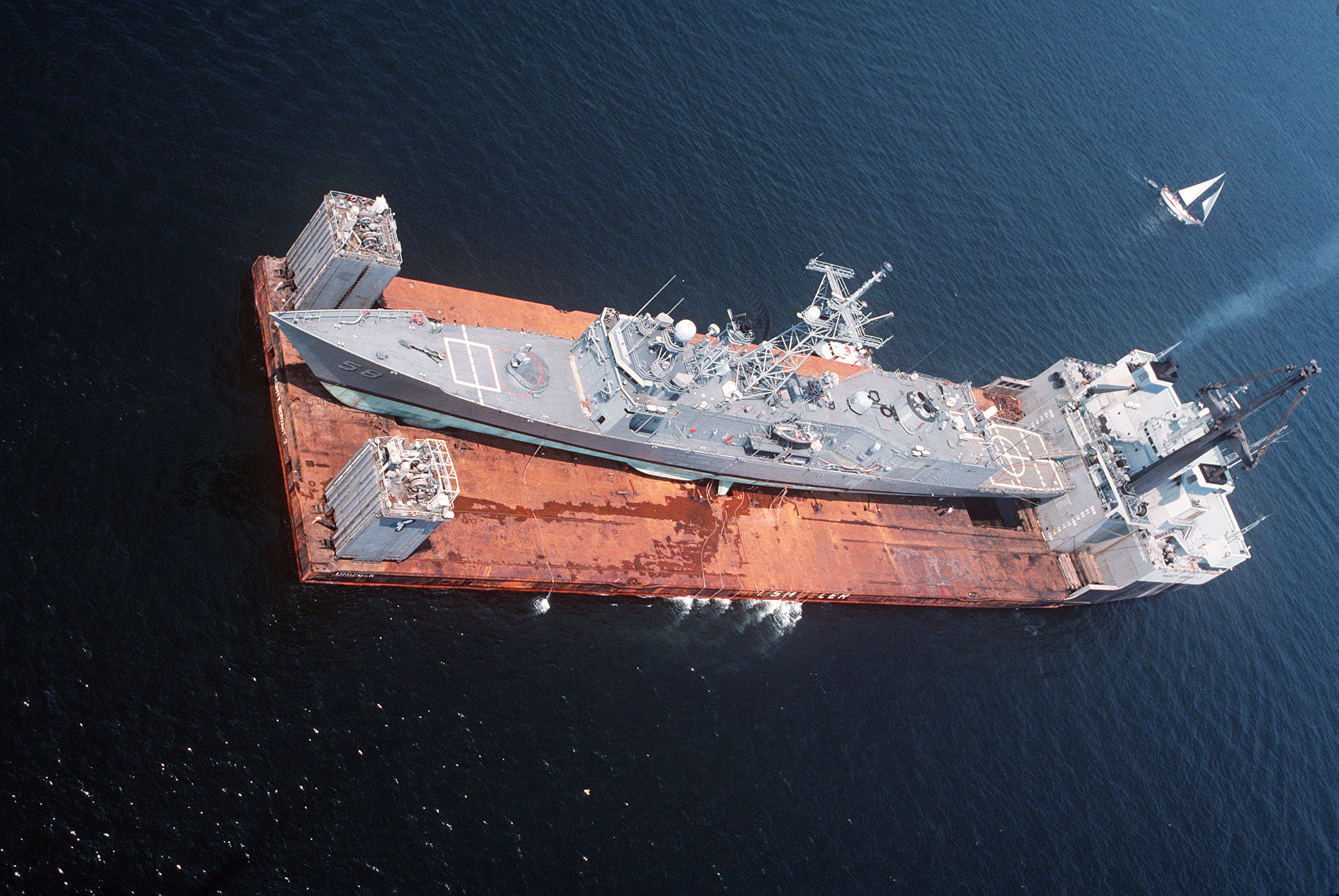
Uszkodzona przez minę fregata USS "Samuel B. Roberts" typu Oliver Hazard Perry w trakcie transportu do Newport przez statek Mighty Servant 2

Statek do przewozu ładunków wielkogabarytowych (ciężarowiec) – jednostka do przewozu ładunków wielkogabarytowych to m.in. statki półzanurzalne i barki.

## Historia
Odkąd pojawiło się zapotrzebowanie na olbrzymie konstrukcje w technice tak lądowej jak i morskiej, a technologia umożliwiła montowanie ich w całość w miejscu produkcji, zaczęto poszukiwać środków transportu mogących spełnić zadanie dostarczenia ich do miejsca docelowego. Ponieważ często nie jest możliwe wykorzystanie transportu kołowego (ciężarówki, pociągi), coraz częściej zostaje do dyspozycji transport wodny. Dokonuje się tego za pomocą specjalnych statków półzanurzalnych, holowników, pchaczy i barek.

### Okres międzywojenny
Po I wojnie światowej Państwowe Koleje Belgijskie zamówiły w Wielkiej Brytanii 200 lokomotyw. Christen Smith zaproponował ich transport na docelowe miejsce bez konieczności demontażu. W 1920 i 1921 zamówił w stoczni przeróbkę dwóch parowców SS Belfri oraz SS Belgot mającą dostosować te statki do transportu tak nietypowego ładunku w całości. Sukces tego przedsięwzięcia skłonił Brytyjczyków do podpisania następnego kontraktu na przewóz kolejnych lokomotyw tym razem do Indii. Do tego celu w latach 1924 – 1926 wybudowano specjalistyczne statki o znakomitej stateczności, wzmocnionych pokładach, zrębnicach i pokrywach luków oraz długich ładowniach bez pilersów. Otrzymały one nazwy: MS Beldis, MS Belnor, MS Belray, MS Beljeane i MS Belpareil. Nowością było zastosowanie nad każdą ładownią ciężkiego bomu o unosie 125 ton, umożliwiającego samowystarczalność tych jednostek podczas prac ładunkowych z ładunkami ciężkimi. Flota kapitana Smitha oprócz przewozu kompletnych lokomotyw z tendrami, zajmowała się frachtem wagonów kolejowych, pilotówek, barek, holowników i innych małych jednostek pływających. Pierwszy człon nazwy tych statków “Bel” użyto do określenia Belships, który stał się synonimem statków do przewozu ładunków wielkogabarytowych. W Polsce w języku branżowym tego typu statki nazywa się ciężarowcami.

### Okres powojenny
Doświadczenia II wojny światowej z jednostkami desantowymi, okrętami dokami oraz olbrzymie zniszczenia wojenne spowodowały, że zaczęto budować nowe udoskonalone Belships. Konstruowano nowe bomy i żurawie. W latach 50. Blohm & Voss skonstruował bomy Stülckena, które stały się standardem na jednostkach tego typu. Pojawiły się statki doki oraz półzanurzalne wpływne. Ładunki stawały się coraz większe i cięższe, transportowano moduły – fragmenty kompletnych instalacji przemysłowych, energetycznych gotowych do montażu w krajach mało rozwiniętych przemysłowo. W latach 60. oraz 70. wielki boom notuje górnictwo morskie. Zmontowane kompletne platformy wiertnicze transportowano na dystanse liczące po kilkaset mil morskich za pomocą holowania mokrego i suchego za pomocą barek półzanurzalnych. Jednakże ryzyko takich operacji było na tyle duże, że zaczęto szukać innego rozwiązania. Na przełomie lat 70. i 80. zaczęto przebudowywać bardzo duże tankowce, adaptując je do nowej roli. Powstawały też specjalistyczne statki, których klasycznym przykładem są jednostki typu Super Servants i Mighty Servants.

### Współczesność

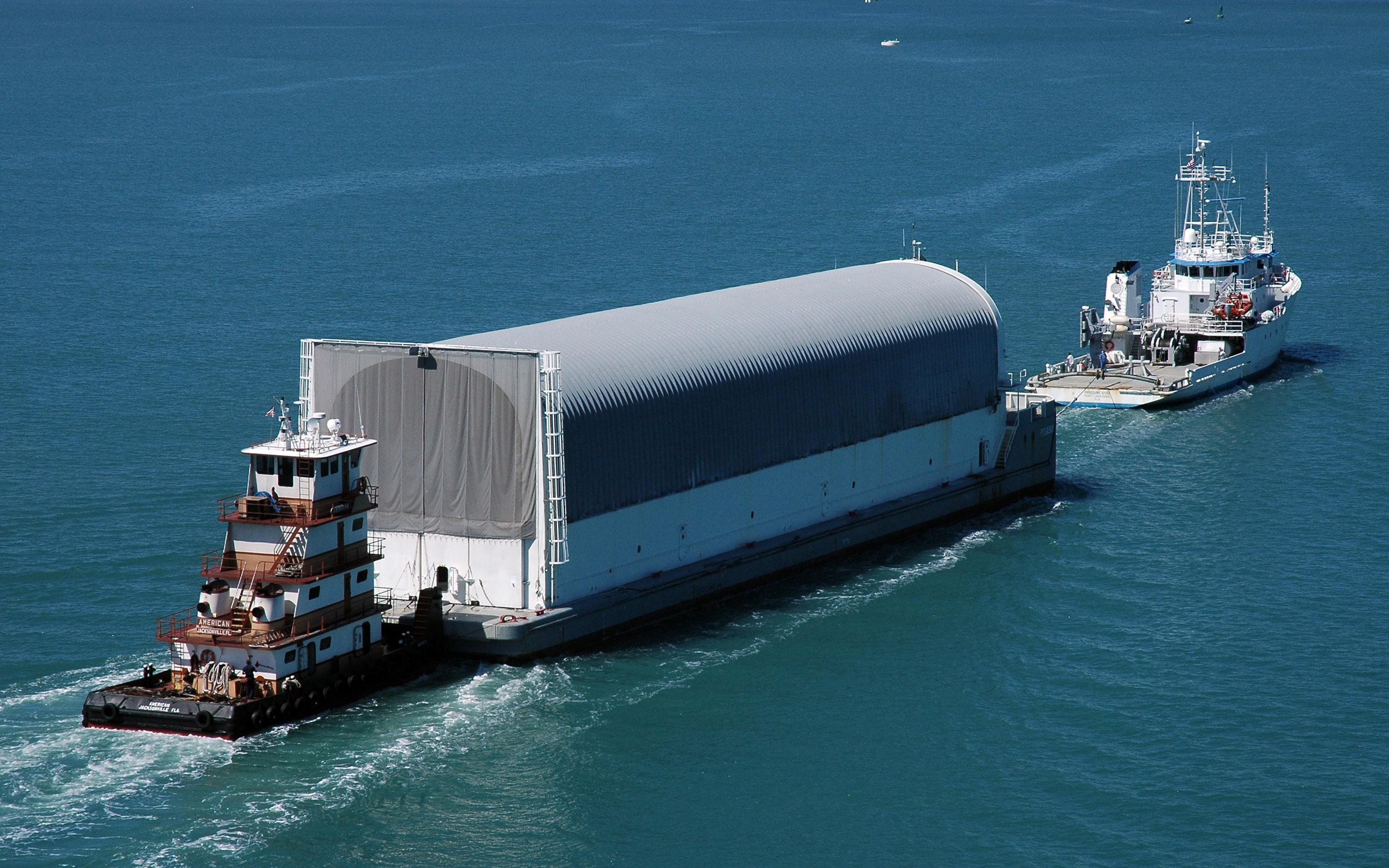
Barka przewożąca zbiornik wahadłowca przed misją STS-121

Rynek tego typu przewozów jest bardzo dochodowy, nie trzeba było długo czekać jak pojawiła się bardzo zróżnicowana oferta przewozowa armatorów. Dziś konkurują ze sobą specjalistyczne ciężarowce, statki liniowe wielozadaniowe wyposażone w odpowiednio mocne urządzenia przeładunkowe, do walki przystępują również przewoźnicy kontenerów ze swoją flotą. Pozostali również operatorzy wielkich półzanurzalnych barek. Przeważają czartery na jedną podróż, jednak niektórzy armatorzy uruchomili już regularne linie. Powodem tego stanu rzeczy jest doskonale rozwijające się górnictwo off-shore, inwestycje przemysłowe w Chinach i Indiach oraz modernizująca się energetyka w USA. Część specjalistycznego tonażu już się zestarzała i wymaga wymiany (szacunkowo 20%). W 2006 roku flota statków do przewozu ładunków wielkogabarytowych szacowana jest na 35 milionów ton nośności oraz około 3570 jednostek pływających. Przewożą one m.in. platformy wiertnicze, wydobywcze, reaktory chemiczne, kotły energetyczne, małe jednostki pływające, uszkodzone okręty i wielkie luksusowe jachty (popularne w wysokich sferach towarzyskich USA jest korzystanie z jachtów w lecie w Europie, natomiast na zimę są przewożone barkami zanurzalnymi do Stanów Zjednoczonych).

## Typy ciężarowców
Z uwagi na nietypowość i różnorodność przewożonych ładunków statki do przewozu ładunków wielkogabarytowych pod względem konstrukcji i przeznaczenia różnią się między sobą.

### Ciężarowce konwencjonalne
Przystosowane i specjalnie konstruowane drobnicowce, semi-kontenerowce, statki wielozadaniowe, kontenerowce przewożące: ładunki inwestycyjne, ciężkie maszyny drogowe i szynowe, wagony, helikoptery, kadłuby wielkich samolotów, małe jednostki pływające. Armatorami eksploatującymi tego typu jednostki są: Hansa Heavy Lift, BigLift, Jumbo, SAL, Chipolbrok, Rickmers, CEC, MOL, Combi Lift. Przeważnie przewożą ładunki inwestycyjne, ciężkie maszyny, jednostki latające lub ich duże elementy, małe statki, elementy infrastruktury stoczniowej i portowej. Angielskimi nazwami tego typu jednostek są: rigged vessels, convetional heavy-lift vessels, multipurpose heavy lifters.

### Statki doki
Statki doki, barkowce, statki typu ro – flo. Armatorami je eksploatującymi są m.in.: Dockwise, Condock, Combi Lift. Ładunki są te same co w przypadku ciężarowców konwencjonalnych oprócz tego kompletne statki i okręty. Angielskimi określeniami nazywającymi statki tego typu są: dockships, barge carriers.

### Ciężarowce wpływne
Są to jednostki półzanurzalne z własnym napędem, statki typu flo – flo (float in – float off). Przed załadunkiem zanurzają się tak, że ich pokład ładunkowy znajduje się pod powierzchnią wody, a nad lustro wody wystają tylko wyspowe nadbudówki na dziobie i rufie. Po precyzyjnym ustawieniu ładunku, statek opróżnia zbiorniki balastowe i wynurzając się, unosi ładunek. Armatorami je eksploatującymi są: Dockwise, COSCO. Na swe pokłady zabierają: ciężkie moduły platform wiertniczych i innych instalacji górnictwa morskiego (offshore), całe platformy półzanurzalne, samopodnośne, statki, okręty, fabryki pływające, botele. Po angielsku określane są jako: self-propelled semi-submersibles, heavy-lift semi-subs, module carriers.

### Barki dla ładunków ciężkich
Ładunki w tym samym zakresie co w przypadku ciężarowców wpływnych. Znanymi operatorami eksploatującymi tego typu barki są: SMIT, AMT, Asian Lift, Zhong Hua. W nomenklaturze angielskiej występują jako: towed barges, heavy-lift barges.

### Żurawie pływające
Żurawie pływające o wysięgnikach nieobrotowych. Przede wszystkim eksploatowane przez firmy ratownictwa okrętowego, stocznie oraz przedsiębiorstwa: Smit, Fukada. Tego typu jednostki używane są do prac stoczniowych, ratownictwa okrętowego, usuwania wraków, za- i wyładunku sztuk wielkogabarytowych ze statków o niedostatecznym udźwigu własnych urządzeń przeładunkowych, instalacja (usuwanie) platform wiertniczych lub ich części. Angielskimi odpowiednikami są: sheerlegs, sheerleg floating cranes.

### Ciężarowce konstrukcyjne
Specjalistyczne dźwigowce, pływające dźwigi offshore. Eksloatują je Heerema, McDermott, Saipem, Seaway Heavylift. Do ich zadań należy instalacja platform i innych konstrukcji na morskich polach gazowych i naftowych, układanie rurociągów, rzadziej ratownictwo okrętowe. Po angielsku nazywane: offshore installation crane vessels, derrick barges.